# Frank Petter
Frank Anthonie Petter (Bréda, 29 décembre 1956) est un théologien et homme politique néerlandais, membre du CDA. Depuis le 1er septembre 2013, il est bourgmestre de la commune de Berg-op-Zoom.

## Biographie

### Carrière
Petter a étudié la théologie à l'Université théologique de Kampen (nl). Entre 1984 et 2003, il a été successivement pasteur des églises réformées de Luttelgeest - Kuinre et Goes, puis pasteur des églises protestantes de Dongen et Rijen.
En 2002, Petter a obtenu son doctorat en théologie et en sciences des religions à l'Université de Groningue. Il a été directeur du Centre pour la science et la philosophie de l’Université de Tilbourg de 2003 à 2006. De 2006 à 2013, Petter fut bourgmestre de Woudrichem. Il a également été membre des États provinciaux du Brabant-Septentrional de 2003 à 2006. Depuis 2013, il est bourgmestre de Berg-op-Zoom.